# Wolfgang Aldag

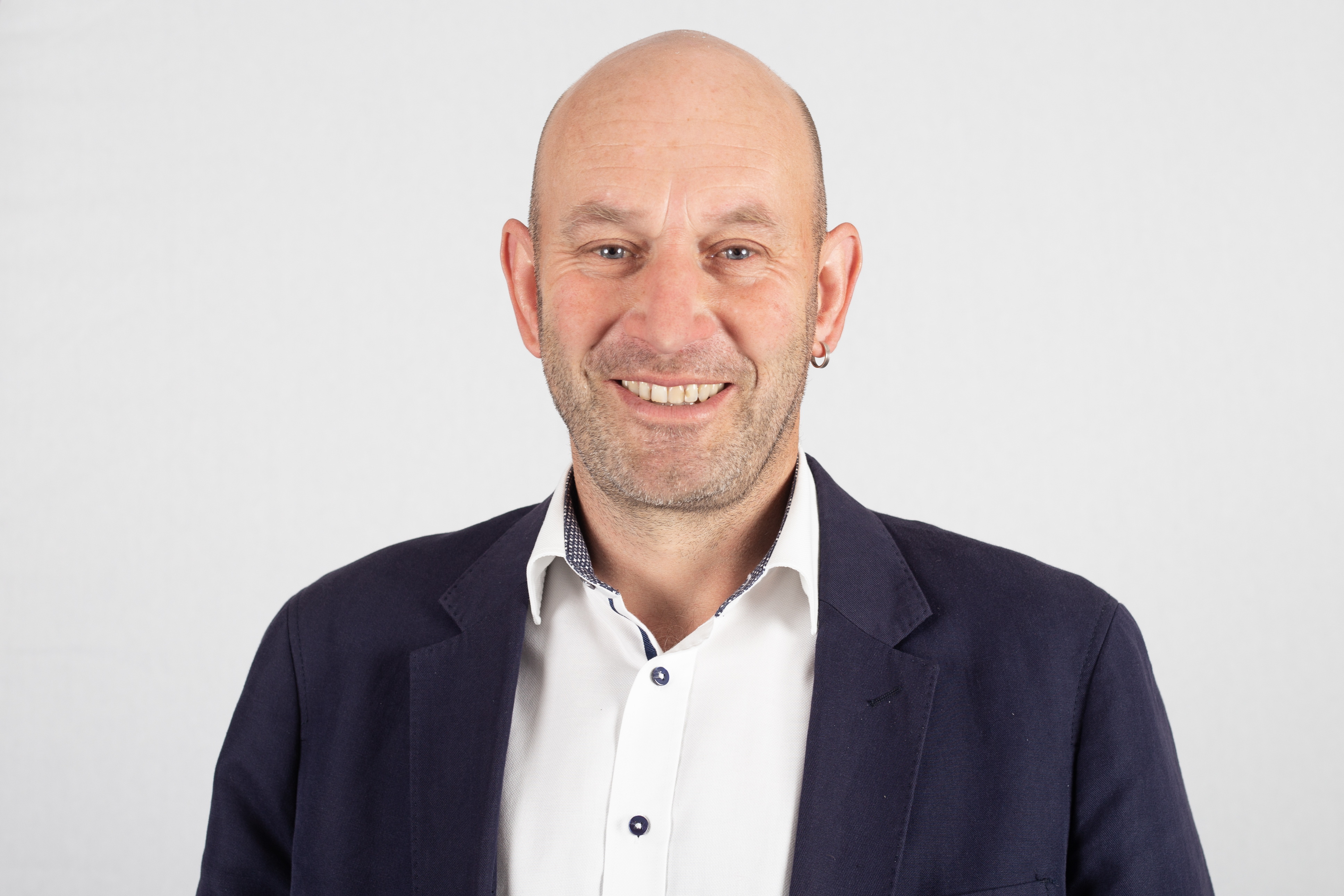
Wolfgang Aldag 2018

Wolfgang Aldag (* 5. Januar 1968 in Stuttgart) ist ein deutscher Politiker (Bündnis 90/Die Grünen). Er ist seit 2016 Abgeordneter im Landtag von Sachsen-Anhalt.

## Biografie
Nach seiner Fachhochschulreife im Jahr 1989 leistete er seinen Zivildienst ab. Von 1990 bis 1993 absolvierte er eine Ausbildung zum Landschaftsgärtner. Im Anschluss daran studierte er von 1993 bis 1997 Landespflege in Bernburg und schloss dieses Studium als Diplomingenieur (FH) für Landespflege ab. Ab 1998 war er selbstständig tätig als Garten- und Landschaftsarchitekt. Von 2000 bis 2010 war er Vorsitzender Deutschen Gesellschaft für Gartenkunst und Landschaftskultur Sachsen Anhalt e.V. Aldag war als Lehrbeauftragter der an der Hochschule Anhalt (FH) im Fachbereich Landwirtschaft, Ökotrophologie und Landschaftsentwicklung tätig, seit 2004 für Grundlagen der Bautechnik und seit 2006 für Baubetriebs-Bauabwicklungslehre.

## Politik
Aldag trat 2013 in die Partei Bündnis 90/Die Grünen ein.
Im Jahr 2004 wurde er als sachkundiger Einwohner in den Ausschuss für Ordnung und Umwelt des Stadtrates der Stadt Halle (Saale) berufen. Seit 2014 gehört er dem Stadtrat von Halle an.
Bei der Landtagswahl in Sachsen-Anhalt 2016 kandidierte er für das Direktmandat im Landtagswahlkreis Halle II und auf Platz 6 der Landesliste von Bündnis 90/Die Grünen. Er verpasste das Direktmandat bei einem Ergebnis von 9,6 % der Erststimmen und konnte zunächst auch nicht über die Landesliste in den Landtag einziehen. Nachdem Claudia Dalbert ihr Mandat im Zuge ihrer Ernennung zur Ministerin niederlegte, rückte Aldag am 4. Mai 2016 in den Landtag nach. In der 7. Wahlperiode war er ordentliches Mitglied im Ausschuss für Bildung und Kultur, im Ausschuss für Petitionen, im Ausschuss für Umwelt und Energie sowie im 18. Parlamentarischen Untersuchungsausschuss.
Bei der Landtagswahl in Sachsen-Anhalt 2021 kandidierte Aldag für das Direktmandat im Landtagswahlkreis Halle III und erneut auf Platz 6 der Landesliste von Bündnis 90/Die Grünen. Er verpasste das Direktmandat bei einem Ergebnis von 21,2 % der Erststimmen, konnte jedoch über die Landesliste in den Landtag einziehen. In der 8. Wahlperiode wurde er zum Schriftführer gewählt und ist ordentliches Mitglied im Ausschuss für Wissenschaft, Energie, Klimaschutz und Umwelt.